# Goryeo-sa
Le Goryeo-sa (litt. « histoire de Goryeo ») est le traité historique officiel relatant l'histoire de la péninsule coréenne entre 918 et 1392, alors constituée d'un seul État, Goryeo (capitale Kaesong, aujourd'hui en Corée du Nord). 
Le traité est l'œuvre de l'historien Chong In-ji qui en a achevé la rédaction en 1451. À l'instar des histoires officielles de la civilisation chinoise (voir Vingt-Quatre Histoires), le Goryeo-sa se compose d'un nombre important de volumes, traitant de divers sujets, allant des biographies des personnes notables aux événements naturels et astronomiques ayant attiré l'attention des chroniqueurs d'alors.